# Man in the Box
Man in the Box är en låt med grungebandet Alice in Chains. Den släpptes som en singel i januari 1991 och är en av bandets mest kända låtar. Låten är känd för att den introducerade Alice in Chains musikstil, där Layne Staley sjunger i harmoni med Jerry Cantrells gitarrspelande. Den är känd som en av bandets signatursånger, och en viktig del av populariseringen av grunge.

## Inspelningen
Effekten för att få till gitarrens speciella ljud skapades med hjälp av en talkbox. Layne Staley sa i en intervju med kanalen Fuss TV att låten handlar om medias censureringar, och att han "var väldigt hög under skrivandet av texten".

## Släppningen och mottagandet
Facelift släpptes i april 1990 och kom på plats 42 på listan "Mainstream Rock Charts". Det såldes i endast 40 000 exemplar under de första sex månaderna. Efter att musikvideon till "Man in the Box" började spelas på MTV gick försäljningen av albumet i taket och såldes i 400 000 exemplar på sex veckor. "Man in the Box" blev nominerad till en grammy för bästa hårdrocksframträdande, men priset gick till Van Halen för deras album For Unlawful Carnal Knowledge. Låten hamnade på VH1:s lista över de 40 bästa låtarna inom metal, på plats 19. Gitarrsolot blev av tidningen Guitar World utsett till det 77:e bästa gitarrsolot någonsin.

## Musikvideon
Musikvideon började spelas på MTV 1991. Videon regisserades av Paul Rachman, som senare skulle regissera Alice in Chains video till "Sea of Sorrow". Videon blev omtyckt och blev nominerad till priset för bästa hårdrock/metalvideo på MTV Music Video Awards 1991. Videon föreställer bandet spelandes på en farm, mestadels i en lada.

## Liveversioner
På Alice in Chains sista konsert med Staley (som avled 2002) den 3 juli 1996, avslutade bandet med "Man in the Box". En liveversion av låten släpptes på en av bandets hemvideor, Live Facelift.